# Río Séverni Ptysh
El río Séverni Ptysh (en ruso: Северный Птыш) es un río del Gran Cáucaso en el distrito de Karacháyevsk de la república de Karacháyevo-Cherkesia del sur de Rusia, junto a la frontera con Georgia/Abjasia. Es un componente del Dombái-Ulguén, que lo es del Amanauz, componente del Teberdá que desemboca en el río Kubán.

## Curso
El río nace de los glaciares al norte del pico Ptysh (3687 m y al oeste del pico Dombái (4406 m). Su curso discurre ladera abajo por un valle de alta montaña en dirección noroeste por 4.3 km hasta su confluencia con el río Chuchjur para formar el río Dombái-Ulguén (es el componente por la izquierda).